# Alter jüdischer Friedhof (Delme)

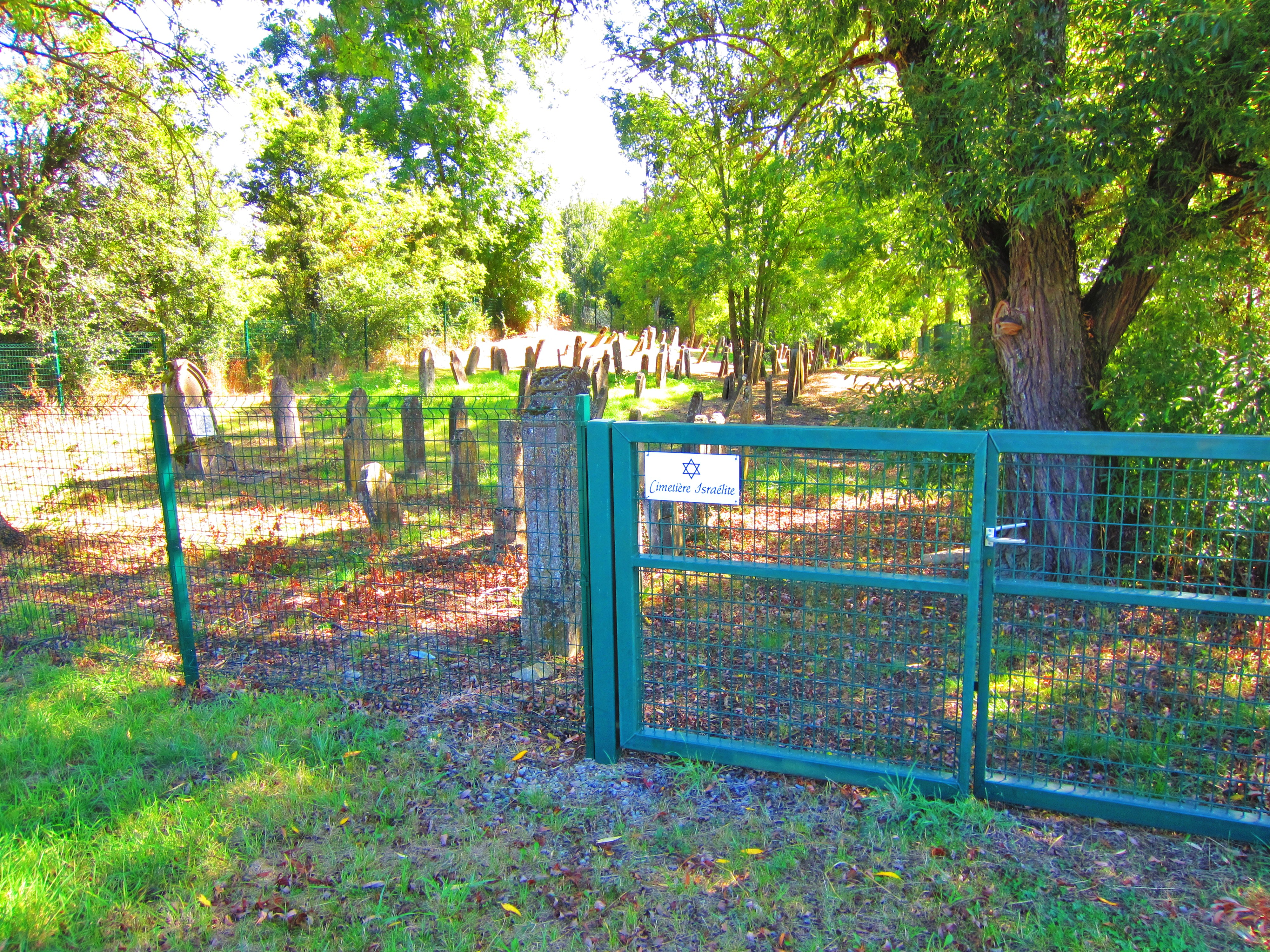
Alter jüdischer Friedhof in Delme

Der Alte jüdische Friedhof in Delme, einer französischen Gemeinde im Département Moselle in der historischen Region Lothringen, wurde um 1800 angelegt. 
Der jüdische Friedhof befindet sich am Chemin de la Piscine. Auf dem Friedhof sind noch zahlreiche Grabsteine (Mazevot) erhalten.